# 陽炎座
『陽炎座』（かげろうざ）は、1913年（大正2年）に発表された泉鏡花の小説。1981年に鈴木清順監督で映画化された。

## 映画
1981年公開の日本映画。鈴木清順監督。新派の劇作家が、謎めいた女やパトロンたちに翻弄されて生と死の境を彷徨う。
前年の『ツィゴイネルワイゼン』の成功を受けて製作され、独特な映像美と難解な物語の進行が見るものを困惑させる作風は前作同様である。鈴木清順監督の代表作の一つで、「フィルム歌舞伎」と呼ばれた傑作。1981年キネマ旬報ベスト・テン第3位、日本アカデミー賞最優秀助演男優賞（中村嘉葎雄）、優秀脚本賞、優秀撮影賞、優秀照明賞等受賞。上映時間2時間19分（1981年シネマ・プラセット作品）。
また当時、アクション俳優として勇名を轟かせていた松田優作に、監督が直径1mの円を描き「この中から出ないような演技をしてください」と指導し、彼の新境地を開かせた作品でもある。
『ツィゴイネルワイゼン』（1980年）、『夢二』（1991年）と合わせて「（大正）浪漫三部作」と呼ばれる。2012年1月14日より、「浪漫三部作」がニュープリントでリバイバル上映された。
2023年11月11日、鈴木清順の生誕100周年を記念して先述の浪漫三部作が4Kリマスター化され、『SEIJUN RETURNS in 4K』として全国の劇場で特集上映された。

### あらすじ
1926年の東京。新派の劇作家である松崎（松田優作）は、名も知らぬ美しい人妻と出会う。その後も偶然による2度の出会いを重ね、2人は一夜を共にするが、その部屋が自分のパトロンである玉脇男爵（中村嘉葎雄）の妻・品子(大楠道代)の部屋であったことに驚く松崎。 
玉脇には二人の妻がいると知る松崎。先妻は留学中に見初めたドイツ女性のイレーネ(楠田枝里子)で、玉脇は金髪を黒く染めさせ、日本人のイネとして共に帰国した。しかし、後に玉脇が妻としたのは、金の力で手に入れた伯爵令嬢の品子だった。病院前の階段でイネと出合い、会話する松崎。だがその時間には、イネは病室で息を引き取っていたはずだった。 
品子からの「金沢で待つ」という手紙が松崎に届いた。4度目の逢瀬は命がけだというが、指定の旅館に急ぐ松崎。玉脇も金沢に向かい、品子との心中をしつこく松崎に仕向け続けた。逃げ出して、奇妙な芝居小屋・陽炎座に辿りつく松崎。品子と玊脇もあとをおって来た。 
陽炎座で芝居を演じる子供たち。妖怪の芝居は、いつしかイレーネの物語になっていた。妻となるはずが日陰の身とされ、苦しむイレーネ。品子も舞台に上がり、後妻になれと強要された恨みを語って、復讐のために松崎と不倫した経緯を吐露した。 
陽炎座は崩れ落ち、池で心中死体が上がったと騒ぐ村人たち。心中したのは玊脇と品子だった。だが、品子は死んでいないと信じる松崎。祭ばやしが鳴り響く中、不思議な部屋で品子を見つけた松崎は、現実世界の自分に一礼すると、品子と背中合わせに着席した。 

### キャスト
- 松崎春狐：松田優作
- 品子：大楠道代
- みお：加賀まりこ
- イネ：楠田枝里子
- 師匠：大友柳太朗
- 乞食：麿赤児
- 和田：原田芳雄
- 玉脇：中村嘉葎雄
- 執事：江角英
- 老婆：東恵美子
- 番頭：玉川伊佐男
- 院長：佐野浅夫
- 駅員：佐藤B作
- 狙撃手：トビー門口
- ごみを拾う男：榎木兵衛
- 内藤剛志、中沢青六、高杉哲平、井浦秀智 ほか

### スタッフ
- 製作：荒戸源次郎
- 監督：鈴木清順
- 原作：泉鏡花
- 脚本：田中陽造
- 撮影：永塚一栄
- 美術：池谷仙克
- 音楽：河内紀
- 鉄砲指導：トビー門口
- 現像：東洋現像所
- MA：にっかつスタジオセンター
- スタジオ：大映映画撮影所
- プロデューサー：花田良知

### 受賞・ノミネート
- 第55回キネマ旬報ベスト・テン
  - 日本映画第3位
  - 助演男優賞（中村嘉葎雄）
  - 助演女優賞（加賀まりこ）
- 第5回日本アカデミー賞
  - 最優秀助演男優賞（中村嘉葎雄）
  - 優秀脚本賞（田中陽造）
  - 優秀助演女優賞（加賀まりこ）
  - 優秀撮影賞（永塚一栄）
  - 優秀照明賞（大西美津男）
- 第6回報知映画賞
  - 助演男優賞（中村嘉葎雄）